# Alfred Nalepa
Alfred Nalepa (1856 – 1929) – austriacki zoolog specjalizujący się w akarologii
Urodził się 19 grudzień 1856 w austriackim wówczas Vršac. Studiował nauki przyrodnicze na Uniwersytecie Wiedeńskim. Od 1886 związany był z Lehrerbildungsanstalt w Linzu. W 1892 wrócił do Wiednia by zostać profesorem historii naturalnej w Elisabethgymnasium. Zmarł 11 grudnia 1939 w Baden.
W czasie kariery naukowej zajmował się głównie roztoczami, szczególnie systematyką, anatomią i biologią gatunków z rodziny Phytoptidae (późniejsze Eriophyidae). Wniósł też swój wkład w fitopatologię. Opublikował dziesiątki prac, w tym m.in.:
- "Beiträge zur Systematik der Phytopten", 1889
- "Beiträge zur Kenntniss der Phyllocoptiden", 1894
- "Die Naturgeschichte der Gallmilben", 1894
- "Eriophyidae (Phytoptidae)", 1898.
- "Eriophyiden-Gallenmilben", 1910